# Pfarrkirche Stanz bei Landeck

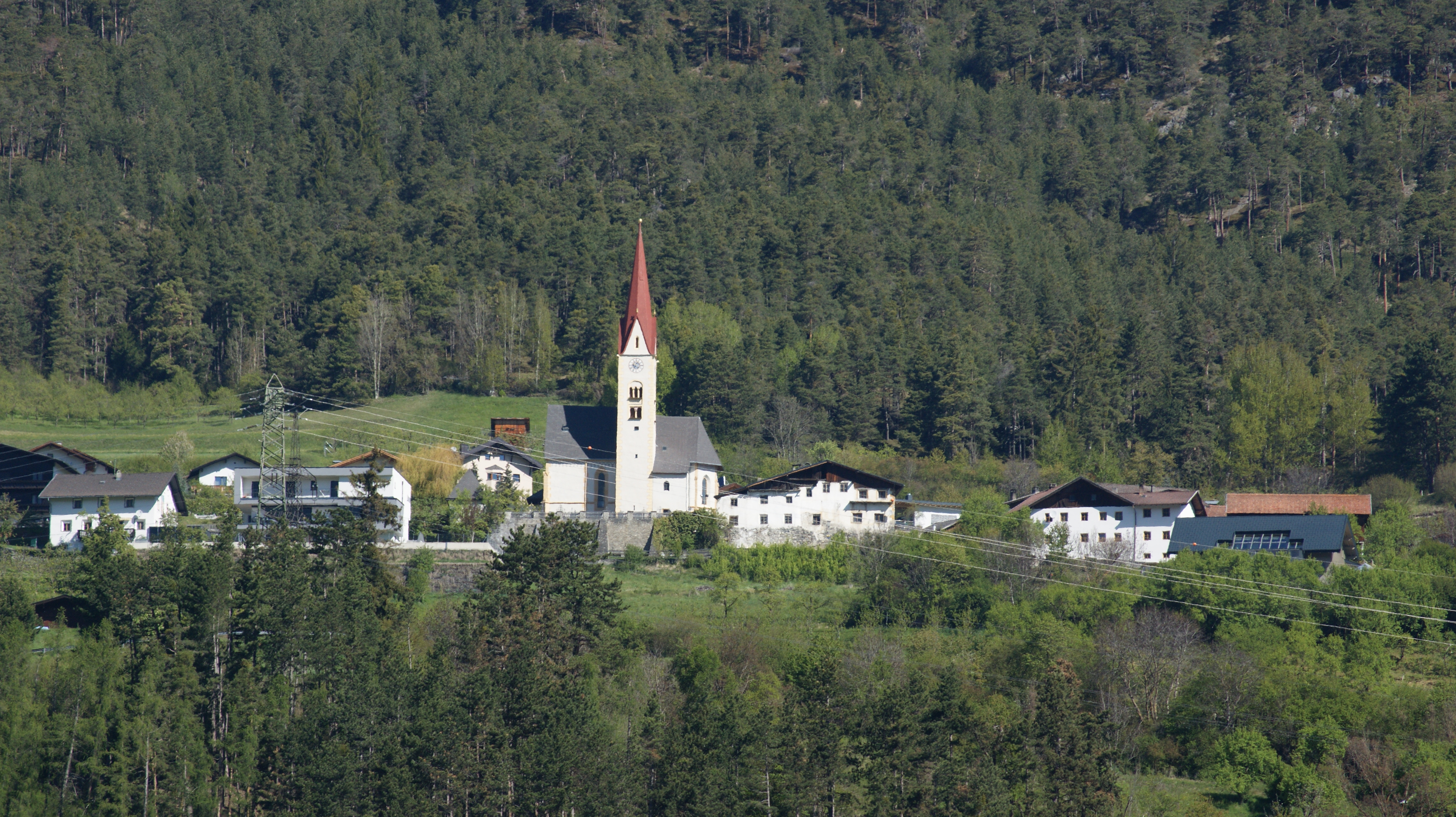
Katholische Pfarrkirche hll. Peter und Paul in Stanz bei Landeck

Die Pfarrkirche Stanz bei Landeck steht am Ostrand des Dorfes in der Gemeinde Stanz bei Landeck im Bezirk Landeck im Bundesland Tirol. Die auf die heiligen Peter und Paul geweihte römisch-katholische Pfarrkirche gehört zum Dekanat Zams in der Diözese Innsbruck. Die Kirche steht unter Denkmalschutz (Listeneintrag).

## Geschichte
Der Sitz der Mutterpfarre des Stanzertales wurde im 13. Jahrhundert von Stanz nach Zams übertragen. Urkundlich wurde 1449 eine Kirche genannt, 1669 als Kuratie und 1891 wieder als Pfarre.
Der spätgotische Kirchenbau wurde wohl 1460/1470 begonnen, 1482 wurde urkundlich die Weihe des Chores genannt. In einer Fensterlaibung des Turmes nennt eine Inschrift Hans Prandtauer 1646. Die Westempore wurde 1955 eingebaut.

## Architektur
Die spätgotische Kirche mit einem romanischen Südturm ist von einem Friedhof umgeben. Das Kriegerdenkmal aus 1955 und die Totenkapelle aus 1975 stehen westlich der Kirche.
Das Kirchenäußere zeigt einen umlaufenden Sockel und ein gekehltes Kaffgesimse, die Dreiecklisenen am Langhaus bis zur Traufe hochgezogen, am Chor schließen die Dreiecklisenen mit schlichten Wimpergen. Die Westfront des Langhauses hat Eckstrebepfeiler, welche beim Kaffgesimse von übereck auf Kante gestellt sind und mit Blendmaßwerkgiebeln schließen. Das spitzbogige Westportal ist dreifach gekehlt mit Rund- und Birnstäben im Scheitel gekreuzt, ein Kaffgesimse rechteckig um das Portal dient aus weitere Rahmung.
Der Turm am Joch vor dem Triumphbogen der Langhaussüdseite entstand im 13. Jahrhundert, er hat massives wehrhaftes Mauerwerk und in zwei Geschoßen gekuppelte rundbogige Schallfenster und trägt einen Spitzhelm aus dem 19. Jahrhundert. Östlich am Turm und südlich des Chores steht der Sakristeianbau.
Das Kircheninnere zeigt sich mit einem dreijochigen Langhaus unter einem rautensternartigen Netzrippengewölbe auf abgefasten Wandpfeilern mit Runddiensten, das Gewölbe trägt an den Rippenschnittpunkten Wappenschilde. Der eingezogene rundbogige abgefaste Triumphbogen ist leicht aus der Langhausachse verschoben. Der einjochige Chor mit einem Dreiachtelschluss hat ein Netzrippengewölbe auf Runddiensten mit Rundscheiben an den Schnittpunkten, das Sakristeiportal mit einem dreiseitigen Abschluss hat eine Eisenplattentür.
Die Glasmalerei im Rundfenster der Westfront entstand um 1910.

## Ausstattung
Der frühbarocke Hochaltar aus Mils bei Hall nennt 1642 hat einen Ädikulaaufbau über einem hohen Sockel mit gesprengten Giebel zeigt das Altarblatt Maria mit Joachim und Anna und im Oberbild Mariahilf, die seitlichen Halbfiguren zeigen die Wetterheiligen Johannes und Paulus, der Tabernakel zeigt eine figurenreiche barocke Kreuzigungsgruppe aus dem dritten Viertel des 18. Jahrhunderts. Die Konsolfiguren im Chor zeigen Peter und Paul aus dem Ende des 17. Jahrhunderts.
Die Seitenaltäre zeigen links das Bild Heilige Familie um 1700 und einen Leuchterengel aus der zweiten Hälfte des 17. Jahrhunderts, rechts Madonna im Strahlenkranz aus dem Anfang des 16. Jahrhunderts und einen Leuchterengel um 1520.
Die Kanzel und die Stationsbilder sind barock.
Die Orgel mit einem zweigeteilten Orgelgehäuse und Weinrankenschleierbrettern baute wahrscheinlich Franz Greil im Jahr 1796. Josef Sies veränderte die Disposition 1876.